# Pla de numeració telefònica
Un pla de numeració telefònica és un sistema de numeració utilitzat en les telecomunicacions per a assignar números de telèfon als abonats o a altres terminals de telefonia. Els números de telèfon són les "adreces" dels integrants d'una xarxa telefònica, i són accessibles mitjançant un sistema d'encaminament a través dels codis de destinació. Els plans de numeració són definits per les regions administratives de la xarxa telefònica pública commutada (RTPC) i les xarxes de telefonia privades.

## Pla de numeració internacional
L'estàndard E.164 de la Unió Internacional de Telecomunicacions estableix un codi de trucada de país (codi de país) per a cada organització o membre.
Els codis de país són prefixos afegits als números de telèfon nacionals que atenen l'encaminament de trucades a la xarxa d'una administració subordinada del pla de numeració, normalment un país o un grup de països amb un pla de numeració uniforme, com ara el NANP.
E.164 permet una longitud màxima de 15 dígits per al número de telèfon internacional complet que consta del codi de país, el codi d'encaminament nacional (codi d'àrea) i el número d'abonat. E.164 no defineix plans de numeració regionals, però sí que ofereix recomanacions per a noves implementacions i representació uniforme de tots els números de telèfon.
Els números de telèfon nacionals i regionals es defineixen per plans de numeració nacionals o regionals, com ara l'Espai de numeració telefònica europea o el Pla de numeració nord-americà (NANP). Les administracions telefòniques nacionals o regionals emeten números de telèfon d'acord amb el pla de numeració E.164.
A l'estat espanyol el 10 de desembre de 2004 s'aprovà el Pla Nacional de Numeració Telefònica (Reial Decret 2296/2004) adaptació del pla de numeració existent des de 1998.El pla conclou que els usuaris o abonats sempre hauran d'usar els 9 digits (número complet) truquin des d'on truquin i ja no es pot usar la marcació local abreujada com era abans.